# Celebrity Poker
Celebrity Poker was een pokerprogramma van de voormalige televisiezender Tien. Het professionele commentaar kwam van Marcel Lüske en Koert Westerman, zij waren tevens de presentatoren van het programma. De winnaar van het programma mocht meespelen in Las Vegas in een groot pokertoernooi.
| Aflevering | Deelnemende BN'ers                                                                   | Uitzenddatum  |
| ---------- | ------------------------------------------------------------------------------------ | ------------- |
| 1          | Bridget Maasland, Ursul de Geer, Mental Theo**, John Jones en Rick Engelkes*         | 21 april 2007 |
| 2          | Horace Cohen, Sonja Silva**, Rasti Rostelli*, Peter Plasman, Wolter Kroes            | 28 april 2007 |
| 3          | Manuëla Kemp, Rob Muntz*, Sander Foppele**, Menno Köhler, Hugo Metsers               | 5 mei 2007    |
| 4          | Sem Schilt*, Ferri Somogyi, Ad Visser**, Maud Mulder, Hugo Borst                     | 12 mei 2007   |
| 5          | Hanna Verboom, Jelle Klaasen, Emile Ratelband**, Richard Witschge*, Prem Radhakishun | 19 mei 2007   |

* : door naar de halve finale, ** : door naar de finale
| Deelnemers halve finale                                                    | Uitzenddatum |
| -------------------------------------------------------------------------- | ------------ |
| Rick Engelkes, Rasti Rostelli, Rob Muntz**, Sem Schilt en Richard Witschge | 2 juni 2007  |

** : door naar de finale
| Deelnemers finale                                                                 | Winnaar   | Uitzenddatum |
| --------------------------------------------------------------------------------- | --------- | ------------ |
| Mental Theo, Sander Foppele, Sonja Silva, Rob Muntz, Ad Visser en Emile Ratelband | Ad Visser | 9 juni 2007  |